# Makarony po-flotski
Makarony po-flotski (tiếng Nga: макароны по-флотски, dịch tiếng Anh: navy-style pasta) là món ăn trong ẩm thực Nga được làm từ pasta (thường là macaroni, penne hoặc fusilli) trộn với thịt xay hầm (thịt bò hay thịt lợn) và hành tây, được nêm với muối ăn và tiêu đen. Ban đầu, nó được phục vụ trong lực lượng hải quân, món ăn này trở nên phổ biến ở Nga do tính đơn giản, chi phí thấp và thời gian chuẩn bị ngắn. Makarony po-flotski trở nên đặc biệt nổi tiếng sau Chiến tranh thế giới thứ hai trong thời kỳ đói nghèo ở Liên Xô.

## Lịch sử
Một trong những tài liệu tham khảo đầu tiên về món macaroni với thịt trong lực lượng hải quân xảy ra liên quan đến cuộc binh biến diễn ra vào ngày 19 tháng 10 năm 1915 trên chiến hạm Gangut. Lý do của cuộc nổi loạn là do vi phạm truyền thống hàng hải, khi sau khi thực hiện công việc nặng nhọc về thể chất, đó là chất than lên tàu, thay vì mì ống thông thường với thịt, các thủy thủ được cung cấp cháo lúa mạch.
Ấn bản năm 1939 của "Cuốn sách về món ăn ngon và tốt cho sức khỏe" chứa một công thức cho món "Mì ống với thịt" đóng hộp, tương tự như món mì ống trong Hải quân. Ngoài ra còn có một công thức cho "Macaroni hoặc mì với thịt", công nghệ nấu ăn bao gồm chiên thịt băm. Lần đầu tiên, công thức của món ăn có tên "Navy Pasta" được xuất bản trong cuốn sách "Nấu ăn" ấn bản năm 1955. Sau đó nó cũng được đưa vào cuốn sách Original Cuisine (1965), "Hướng dẫn nấu ăn trong các đơn vị quân đội và các tổ chức của quân đội và hải quân Liên Xô" (1980) và "Sách giáo khoa của Coca" (1982). Năm 1981, "mì ống với thịt a la Navy" đóng hộp được sản xuất..
Năm 2008, "Rospotrebnadzor" đã cấm chuẩn bị mì ống hải quân tại các cơ sở cung cấp suất ăn trong các cơ sở giáo dục và trong các cơ sở dịch vụ xã hội dành cho người cao tuổi nhằm "ngăn chặn sự xuất hiện và lây lan của các bệnh truyền nhiễm và các bệnh không lây nhiễm hàng loạt (ngộ độc)"..

## Chuẩn bị
Pasta được nấu chín trong nước sôi cho thêm muối, hành tây và thịt được băm nhỏ. Sau khi đổ một ít dầu lên chảo, cho hành tây xắt nhỏ vào phi thơm và sau khi hành có màu vàng thì cho thịt vào xào, rồi bêm với muối và hạt tiêu. Khi thịt được xào và mì chín, chúng được trộn với nhau. Món ăn thường được phục vụ không kèm theo bất kỳ phụ gia nào, nhưng có thể ăn kèm với đồ muối chua.
Có thể thay thịt xay bằng thịt hộp (tushonka). Trung bình "thịt bò đóng hộp" Tushonka có nhiều gia vị và đủ ngon ngọt để thay thế cho hành, trong khi nó cũng có một lượng thịt kha khá.

## Văn hóa
Món pasta hải quân này được đề cập bởi Sergey Pavlovich Korolyov trong chuyên khảo Boris Chertok, kể về các sự kiện trên Tàu ngầm Đề án 611 của Liên Xô năm 1955.
Đạo diễn và diễn viên người Ấn Độ, Raj Kapoor tại các buổi chiêu đãi ở xưởng phim của anh Bản mẫu:Нп3 bắt đầu chiêu đãi khách món mì ống kiểu hải quân sau khi ông đến thăm Liên Xô vào năm 1954 với buổi ra mắt bộ phim "Awaara".